# Ёлки-палки!
«Ёлки-палки!» — советский художественный фильм 1988 года по мотивам рассказов Василия Шукшина «Штрихи к портрету», «Упорный», «Сильные идут дальше». Режиссёр, сценарист и исполнитель главной роли — Сергей Никоненко.

## Сюжет
Действие фильма происходит в маленьком провинциальном городке на берегу моря. Это история изобретателя-одиночки, самоучки и энтузиаста. С виду герой фильма, телемастер Николай Князев (Сергей Никоненко), совершенно нормальный человек, однако отрешение от радостей обычной жизни и «гениальные мысли», теснящиеся в его голове, превращают его в изобретателя и философа, неистощимого на гениальные глобальные идеи — он конструирует вечный двигатель, «изобретает велосипед», годами сочиняет философский трактат о государстве, пытаясь изложить свои идеи каждому встречному, посылая письма и в Академию наук, и в ЮНЕСКО, тщетно дожидаясь, как и другие подобные «гении», ответа. Словом, витает в эмпиреях и глядит свысока на прочих обитателей грешной земли, «не понимающих сути», но понимают его разве что дети, а большинство земляков считает его слегка чокнутым.
В конце фильма герой тонет в волнах бурного моря, но его спасают подоспевшие молодые люди. Это происшествие становится поворотным в его жизни, он понимает, что всё, пора «остепениться» и твердо принимает решение жениться на работнице почты Любе, которая хочет выйти за него замуж и которую давно сватает ему его сестра. Хотя в финале он всё-таки опять говорит своему другу Вовику, сыну Любы: «Я изобрёл двигатель… Не вечный, но очень-очень мощный, а величиной со спичечную коробку…».

## В ролях
- Сергей Никоненко — Николай Николаевич Князев
- Екатерина Воронина — Люба
- Галина Польских — Клава, сестра Николая Князева
- Леонид Куравлёв — электрик Володя
- Евгений Евстигнеев — Юрий Викторович, художник-гримёр из Томска
- Леонид Ярмольник — Гриша Кайгородов
- Илья Тюрин — Вовик
- Светлана Орлова — жена Гриши
- Георгий Бурков — участковый
- Иван Рыжов — дед
- Вадим Захарченко — доктор
- Андрей Вертоградов — милиционер
- Ирина Цывина — Ира
- Геннадий Матвеев — милиционер
- Леонид Трутнев — любитель пива
- Сергей Капица — камео

## Съёмки
Фильм снимался в городе Осташкове Калининской (ныне Тверской) области.